# Pachypanchax playfairii
El panchax dorado es la especie Pachypanchax playfairii, un pez de agua dulce de la familia de los aplocheílidos, distribuido endémico por ríos de las islas Seychelles.

## Acuariología
No es pescado para alimentación pero sí para uso en acuariología con importancia comercial, siendo una especie muy fácil de mantener en acuario. Prefiere agua con pH entre 6,0 y 8,0.

## Morfología
De cuerpo alargado y colorido, con un tamaño máximo normalmente de 10 cm.

## Hábitat y biología
Viven en aguas dulces y estuarios de agua salobre, con conducta demersal y no migrador, prefiriendo aguas tropicales de entre 22 y 24 °C de temperatura. También habitan en los estanques, alimentándose de gusanos, crustáceos, insectos y otros peces.